# Maduma (Sorkam Barat)
Maduma is een bestuurslaag in het regentschap Tapanuli Tengah van de provincie Noord-Sumatra, Indonesië. Maduma telt 784 inwoners (volkstelling 2010).